# Roth (Renania-Palatinado)
Roth es un municipio situado en el distrito de Bad Kreuznach, en el estado federado de Renania-Palatinado (Alemania). Su población estimada a finales de 2016 era de 281 habitantes.
Se encuentra ubicado en el centro del estado, al oeste de la ciudad de Maguncia —la capital del estado— a poca distancia de la orilla del río Nahe, un afluente del Rin por la izquierda.